# Toledo y El Greco
Toledo y El Greco è un documentario cortometraggio del 1935 diretto da Ignacio F. Iquino e basato sulla vita del pittore greco El Greco.